# إنغريد فيسر
إنغريد فيسر (4 يونيو 1977 في هولندا - 27 مايو 2013 في إسبانيا) (بالهولندية: Ingrid Visser) هي لاعبة كرة طائرة مملكة هولندا في مركز وسط ‏. شاركت في الألعاب الأولمبية الصيفية 1996.

## وصلات خارجية
- إنغريد فيسر على موقع الاتحاد الأوروبي (الإنجليزية)
- إنغريد فيسر على موقع عالم الكرة الطائرة (الإنجليزية)
- إنغريد فيسر على موقع دوري الدرجة الأولى الإيطالي للكرة الطائرة - سيدات (الإيطالية)
- إنغريد فيسر على موقع اللجنة الأولمبية الدولية (الإنجليزية)
- إنغريد فيسر على موقع أوليمبيديا (الإنجليزية)